# Лахті-Салоранта M/26
Лахті-Салоранта M/26 фін. Lahti-Saloranta M/26 — ручний кулемет, сконструйований Аїмо Лахті та Арво Салоранта у 1926 році. Здатний вести вогонь як у автоматичному, так і в напівавтоматичному режимі. Виготовлялись магазини на 20 та барабанний на 75 набоїв, але за наявними даними фінська армія використовувала лише магазини на 20 набоїв.

## Історія
У жовтні 1924 року конструктор Лахті отримав державне замовлення на конструкцію ручного кулемета. Через деяку недовіру до Лахті (він був самоучкою, не мав спеціальної освіти), до нього приставили спеціаліста — лейтенанта Салоранта, який виявив неабияку зацікавленість проектом та взяв активну участь у розробці й особливо комерційному просуванні проекту.
Влітку 1925 року було проведено випробування, в яких M/26 порівнювався із іншими моделями: «Мадсен», «MG 25», «Colt BAR M1918», «Vickers-Bertier», «Hotchkiss», «Breda». За результатами випробувань кулемет «Лахті-Салоранта M/26» було прийнято на озброєння під офіційною назвою «Picakivaari m/26». Виробництво було розпочато у 1927 на державному збройному заводі Valtion kivääritehdas, та продовжувалось 
до 1942 року. За цей час було виготовлено більше 5000 кулеметів.

## Бойове застосування
Під час війни проявились недоліки системи Лахті-Салоранта. Виявилось, що кулемет важко чистити (через складну конструкцію з 188 деталями), він заважкий та місткість магазина недостатня. Солдати надавали перевагу трофейному ДП-28, тим більше, що тисячі їх було захоплено у Червоної Армії. До весни 1944 кількість ДП у армії настільки перевищила кількість M/26, що останній зняли з озброєння.

## Експорт
У 1937 Китай замовив у Фінляндії 30000 M/26 модифікованих для набою 7.92, але було виготовлено лише 1200 штук — далі через дипломатичний тиск Японії замовлення було скасовано.